# Anton Fendert
Anton Nils-Emil Fendert, född 17 januari 1994 i Farsta församling, Stockholms län är en svensk politiker (miljöpartist). Han är trafikregionråd i Region Stockholm sedan 18 oktober 2022 med ansvar över bland annat Storstockholms Lokaltrafik (SL). I januari 2025 aviserade Fendert att han kommer att lämna posten och politiken under hösten 2025.
Fendert var fram till år 2021 oppositionsråd i Sundbybergs kommun. Han har varit politisk sakkunnig för dåvarande miljö- och klimatminister Per Bolund (MP), ett uppdrag Fendert hade fram tills Miljöpartiet lämnade regeringssamarbetet med Socialdemokraterna i november 2021.